# Rose Ouellette
Rose Ouellette, dite La Poune, est une humoriste et comédienne québécoise née le 25 août 1903 à Montréal et morte dans la même ville le 14 septembre 1996.
Artiste multidisciplinaire, elle fait ses débuts dans le milieu du théâtre durant la Première Guerre mondiale. Évoluant vers le théâtre burlesque puis le vaudeville, elle se révèle en tant que complice d'Olivier Guimond (père) dans les années 1920. Connue pour son sens de l'à-propos et ses talents d'improvisation (ad lib), elle fait sa marque avec ses chansons et ses sketchs ponctués de quiproquos et de jeux de mots à double sens, transgressant les interdits de son époque.
De 1928 à 1936, elle dirige le Théâtre Cartier. Elle dirige ensuite le Théâtre National de 1936 à 1953. Elle poursuit sa carrière dans le milieu des cabarets jusque dans les années 1960, puis au Théâtre des Variétés de 1967 à 1980. Elle demeure active sur scène et à la télévision jusqu'à sa retraite, au début des années 1990.
Connaissant une très longue carrière, jouissant d'une énorme popularité et très appréciée du public, La Poune a été une figure majeure du monde du théâtre et de l'humour québécois au XXe siècle.

## Biographie

### Jeunesse

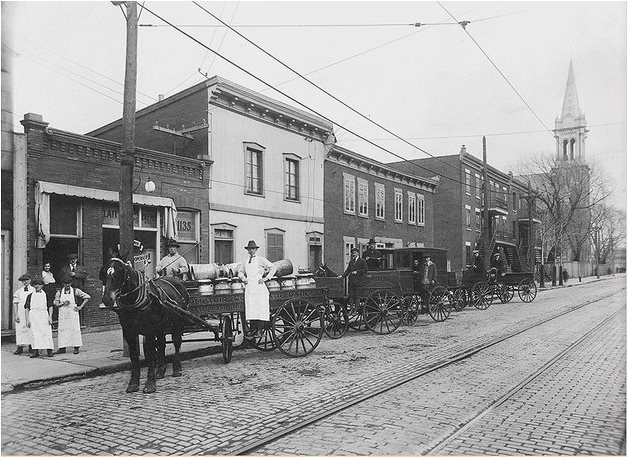
La Poune grandit dans le Faubourg à m'lasse, un quartier pauvre de Montréal.

Rose Ouellette vient au monde le 25 août 1903, dans un logement situé au-dessus d'une taverne, au coin des rues Papineau et Ontario, à Montréal. Elle est la fille de François Ouellette (1869-1912), un barbier né dans l'État de New York, et de Joséphine Lasanté (1870-1951), une femme originaire du quartier Limoilou de Québec,.
Elle grandit dans le Faubourg à m'lasse de Montréal. Au début du vingtième siècle, ce quartier pauvre est connu pour ses conditions de vie particulièrement difficiles. Les logis insalubres et délabrés sont les proies d'infections et d'épidémies diverses. Les morts sont répandues, surtout chez les plus jeunes, fauchant plus d'un enfant sur quatre avant l'âge d'un an. Ainsi, malgré une fratrie très nombreuse de vingt-et-un enfants, chez les Ouellette, seuls quatre enfants survivent jusqu'à l'âge adulte : Almoïse, Andréa, Blanche et Rose.
Très tôt, Rose Ouellette manifeste les signes d'un caractère fort et anticonformiste. Peu assidue à l'école et débordante d'énergie, la petite Rose ne tient pas en place. Ayant en horreur la routine et la discipline scolaire, elle préfère sécher ses cours et se promener avec ses amies en patins à roulettes. De tempérament espiègle, elle prend également un vif plaisir à taquiner son entourage. Un jour, lors d'une leçon de cuisine à l'école, elle apprend à utiliser une cuisinière. Pour mettre de l'ambiance dans sa classe, elle met le feu à la cuisinière, provoquant la colère de la sœur enseignante qui l'expulse aussitôt. Bien qu'elle ne fréquente l'école que durant six ans, ses nombreux mauvais coups l'amènent à se faire renvoyer de trois écoles différentes (l'École Ste-Brigitte, l'École Garneau et l'Académie Providence), au grand désespoir de sa mère.
En 1912, sa vie prend un tournant tragique. Son père François meurt prématurément à l'âge de quarante-deux ans. Sa mère se remarie avec un dénommé Joseph Beaudoin, peintre en bâtiment au Théâtre National, avec qui Rose aura une excellente relation toute sa vie.

À l'âge de 13 ans, Rose Ouellette est confrontée aux besoins de la vie. Pour aider sa famille à joindre les deux bouts, elle quitte l'école et commence à travailler dans une usine de chaussures (Duchess Shoes) au coin des rues Craig et Beaudry. Collectionnant les petits emplois, elle se retrouve ensuite dans une usine de textile où travaillent ses sœurs. Le travail répétitif de l'usine lui pèse rapidement. Un jour, lors d'une pause pour le lunch, elle décide d'égayer ses collègues de travail en jouant de l'accordéon. Le geste est apprécié par les ouvrières, mais dérange vivement le patron. Celui-ci décide de congédier la jeune fille sur-le-champ. 

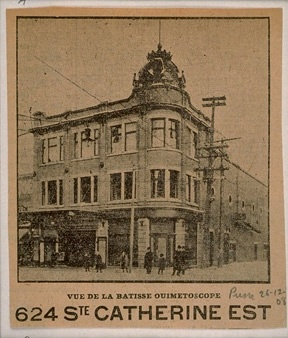
La Poune fait sa première apparition sur scène au Ouimetoscope, en 1915.

#### Concours amateur
En 1915, Rose est invitée par sa tante Mathilda à un concours d'amateurs au Ouimetoscope. Ce type de concours, très en vogue à l'époque, ressemblait aux spectacles de variétés présentés dans les salles de théâtre des quartiers populaires (chanteurs, danseurs, musiciens, monologuistes, jongleurs, dompteurs de chiens, prestidigitateurs, etc.). Ces spectacles permettaient non seulement au public de découvrir de nouveaux talents mais aussi d'offrir une plateforme pour lancer des carrières.
Encouragée par sa tante, Rose apprend les différentes facettes des arts populaires tels que le chant, le jeu comique, la danse, le piano et l'accordéon. Elle finit par participer à l'un de ces concours en interprétant la chanson Le rêve passe. Cette prestation lui mérite le premier prix : un montant de cinq dollars. Afin de ne pas éveiller les soupçons de sa mère qui méprise le milieu artistique, Rose accepte de confier son argent à sa tante et de ne rien dire sur ses prestations. Le secret tiendra jusqu'au jour où l'une des voisines félicitera la mère pour les talents de sa fille.
Découragée par son caractère bohème, la mère de Rose demande au curé de la paroisse de raisonner sa fille. Malgré les avertissements et les interdictions, Rose Ouellette n'en fera qu'à sa tête. Elle avait trouvé sa vocation : comédienne.

### Début de carrière
À cette époque, la Première Guerre mondiale fait rage. Les tournées de burlesque américain, très en vogue à Montréal, s'estompent à cause du conflit. Des troupes québécoises prennent alors le relais, mais dans un milieu où les spectacles se donnent encore majoritairement en anglais. Il faut attendre l'arrivée de vedettes canadiennes-françaises telles qu'Arthur et Juliette Petrie, Juliette Béliveau, Juliette D'Argère et Olivier Guimond (père) pour que les spectacles se donnent enfin en français. C'est dans ce contexte que Rose Ouellette obtient ses premiers contrats. Elle joue ainsi de « petits rôles "d'utilité" » au théâtre et dans des cabarets.

En 1920, le gérant du Théâtre King Edward's, Paul Hébert, engage Rose Ouellette dans sa troupe comme deuxième et troisième comédienne. Un soir, on lui demande de remplacer au pied levé la comédienne Germaine Lippé, qui s'est cassé une jambe. Elle obtient ainsi son premier rôle principal, aux côtés d'Olivier Guimond. Suivant la mode de l'époque, elle se donne un premier surnom de comédienne : Casserole. C'est dans ce rôle que Rose Ouellette devient, selon l'historien Robert Aird, « le premier personnage féminin du burlesque qui joue le rôle de comique plutôt que de faire-valoir ». 

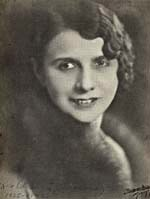
Rose Ouellette en 1925.

#### Naissance du personnage de La Poune
Au courant des années 1920, elle participe à un spectacle intitulé La Revue des revues pour le Théâtre Impérial de Québec. En vue de ce spectacle, Olivier Guimond propose un nouveau nom de scène à Rose Ouellette. S'inspirant du surnom que l'acteur français Jean Gabin donnait à sa fille, pour l'accompagner dans son personnage de Ti-Zoune, il lui propose de s'appeler La Poune. À ses côtés, elle développe son personnage rempli d'énergie et apprend l'art de l'improvisation et du renversement. Comme le résume Robert Aird :  

« Costumée en fillette pleine de candeur, jouant fréquemment le rôle d’une bonne, c’est en même temps un caractère fort qui débarque parfois sur scène avec un bâton pour détruire le mobilier et poursuivre son opposant. Il était d’ailleurs fortement conseillé aux comédiens de quitter la scène pour ne pas recevoir un objet en pleine tête lancée par une Poune déchaînée. Elle joue avec les stéréotypes de genres qu’elle s’amuse à renverser : c’est elle qui domine les hommes et qui leur dicte leur conduite, n’hésitant pas à les rendre mal à l’aise avec ses répliques grivoises. En gagnant en âge, mais en conservant sa petite taille, elle continue de se costumer en fillette, ce qui la rend forcément comique. »

Dans le documentaire Le siècle de La Poune, le comédien Gilles Latulippe offre une description fort à propos de La Poune : « En s’accaparant les attributs comiques masculins, tels la débrouillardise, l’humour physique, la logique un peu tordue et l’aspect moqueur, elle a réussi à se créer un personnage. La Poune est petite, sans instruction, mais elle est énergique et son intelligence lui permet de déjouer des personnages que l’on suppose plus imposants qu’elle. Elle a joué au féminin des rôles conçus pour des hommes, renversant les rôles traditionnels dans lesquels l’homme profite du rôle plus important de comique alors que la femme sert de faire-valoir ». C'est à elle que revient le rôle de répondre à son partenaire sérieux (straight) en jouant sur les mots et en donnant des répliques (punchs) faisant dévier la conversation. Le personnage de La Poune offrait d'ailleurs un contraste fort avec la personnalité timide, réservée et humble de Rose Ouellette.
Au fil de ses rencontres dans le milieu du spectacle, Rose Ouellette fait la connaissance du comédien français Marcel Dequoy. Elle l'épouse en 1926.

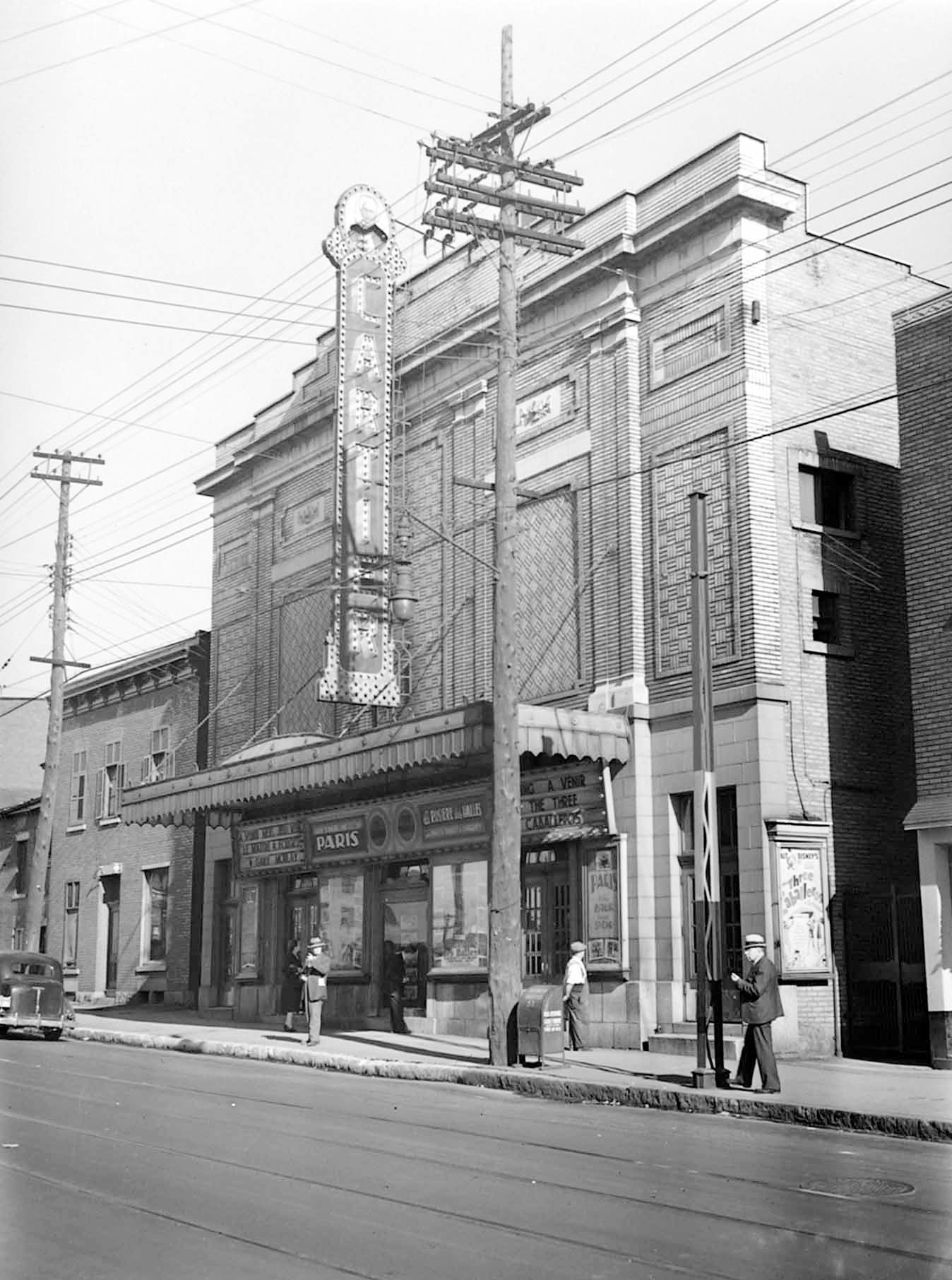
Rose Ouellette devient la directrice du Théâtre Cartier en 1928. Elle y occupe cette fonction jusqu'en 1936.

### Directrice de théâtre

#### Théâtre Cartier (1928-1936)
En 1928, Rose Ouellette se fait offrir la direction du Théâtre Cartier à Saint-Henri par son propriétaire, Najeeb Lawand,. Elle forme une nouvelle troupe et engage les meilleurs du métier, tel que le couple Arthur et Juliette Petrie. La première saison est une réussite. Elle suit un horaire exigeant de deux représentations par jour, sept jours par semaine, avec un changement de programme chaque samedi. Le dimanche, la troupe monte en taxi pour également se donner en spectacle au Dominion, avant de revenir pour donner un autre spectacle au Théâtre Cartier. Rose Ouellette conçoit tout le spectacle, puis assure les répétitions et la mise en scène. En suivant un budget très restreint, elle est aussi responsable des auditions et de la réalisation des décors et des costumes. Toujours en 1928, elle signe son premier contrat de disque chez RCA Victor, enregistrant notamment C'est la faute à poupa et Avec un peu d'sauce. Elle suit ainsi son horaire de directrice de théâtre, avec ses quinze représentations par semaine, durant huit ans.
En 1929, la bourse s'effondre à Wall Street. La Grande Dépression commence. C'est durant cette période que le burlesque connaît son apogée au Québec.

#### Âge d'or du vaudeville
Ce style d'humour hérité des États-Unis se compose de sketchs (bits) de quelques minutes, improvisés librement autour d'une idée ou d'une structure de base, reposant sur le sens de l'à-propos (timing) et de la répartie de deux comédiens, l'un jouant le comique et l'autre le faire-valoir (straight). Les numéros étant influencés par les réactions de la foule, selon Robert Aird, les rires « provenaient beaucoup des effets visuels, tels que l’apparence physique des comédiens (les costumes, les maquillages), le jeu physique (pirouettes, mimiques, contorsions) et des expressions verbales ». L'attitude délinquante du comique (dans le cas présent, celui de La Poune) prenant racine dans un esprit de provocation pour « prendre le dessus sur l'autorité » faisait du vaudeville un genre très apprécié du public.
Toutefois, le vaudeville était généralement boudé par les journaux, la radio, les autorités civiles et religieuses, et les intellectuels. Ceux-ci reprochaient au vaudeville « la trivialité des blagues, la vulgarité de la langue, l’incongruité des scénarios, l’intérêt pour les "basses réalités" matérielles plutôt que pour les "hautes" et nobles choses de l’esprit, valorisées notamment par le clergé ». Toute sa vie, Rose Ouellette sera opposée à la conception plus élitiste du théâtre d'une certaine critique méprisant ce genre populaire.

Malgré ce snobisme, d'après Rose Ouellette, plusieurs membres de l'élite venaient assister à l'occasion aux spectacles, dans la plus grande discrétion. C'est ainsi que venaient en cachette au Théâtre National des avocats, des juges, des médecins et des gens comme Pierre Elliott Trudeau, à l'époque jeune étudiant, ou encore Valéry Giscard d'Estaing, alors jeune professeur au Collège Stanislas d'Outremont de 1949 à 1950. Ce dernier restera particulièrement marqué par les prestations de La Poune. Plus tard, en décembre 1974, lors de sa première visite officielle en France, Robert Bourassa sera très surpris lorsque le président de la République lui demandera : « Comment va La Poune? »,. 

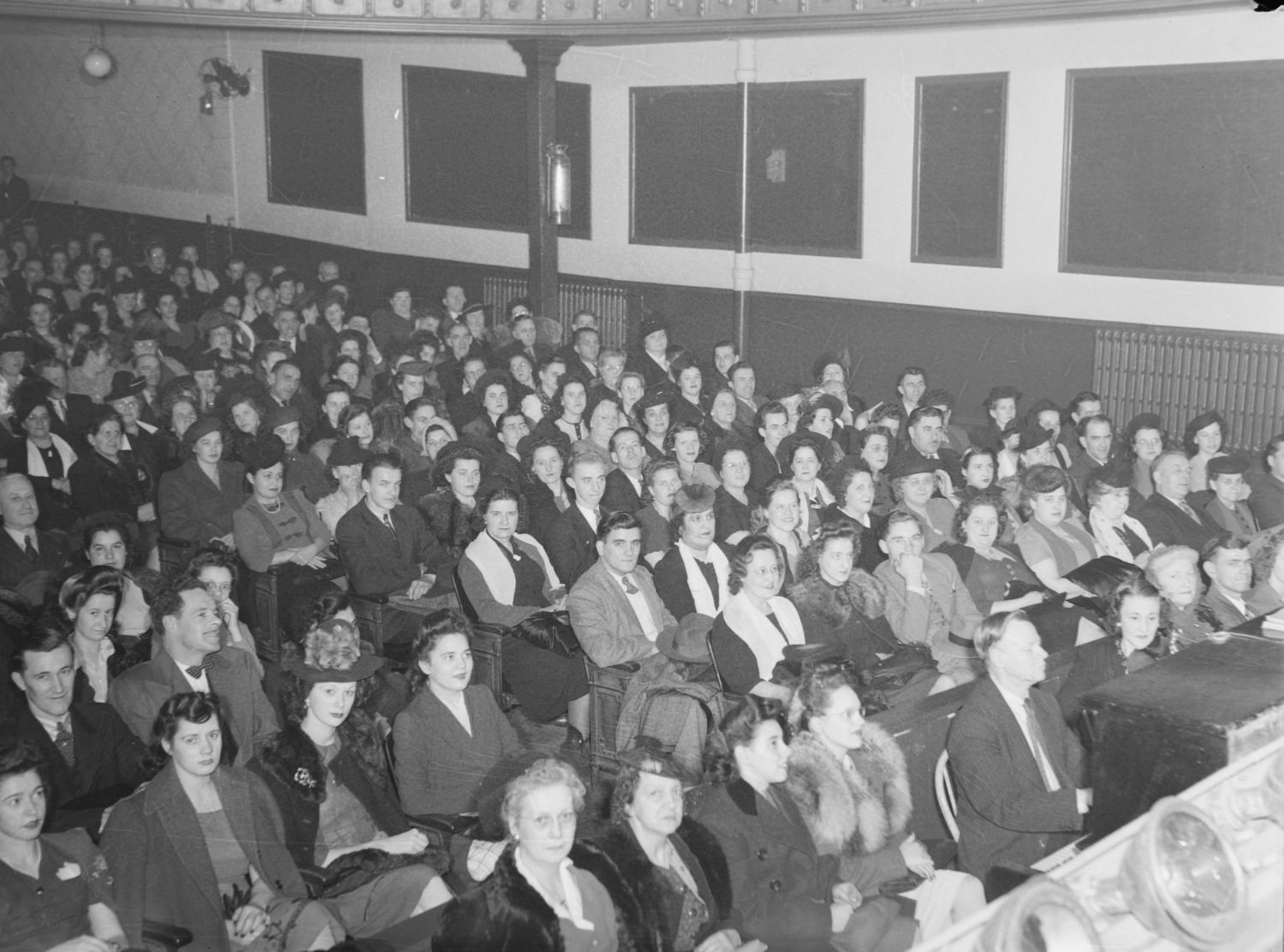
Une foule assistant à un spectacle de La Poune au Théâtre National, le 25 novembre 1944.

#### Théâtre National (1936-1953)
En 1936, Rose Ouellette quitte la direction du Théâtre Cartier pour prendre celle du Théâtre National. Le succès est immense et son nom se répand dans les milieux populaires. Sa notoriété atteint un tel niveau que lorsque le tramway effectue son arrêt devant le théâtre, le conducteur annonce : « Ici, c'est La Poune! Terminus, tout le monde descend! ». Elle devint ainsi la première femme en Amérique du Nord à avoir dirigé deux théâtres (le Cartier et le National).
Durant cette période, Rose Ouellette commence à fixer les éléments caractéristiques de son personnage de scène : son costume (composé d'une robe chasuble dite « jumper », une blouse blanche, des souliers de couventine et un chapeau de matelot blanc) et sa chanson signature C'est la faute à poupa (se moquant de sa petite taille).
Avec le soutien de sa secrétaire Gertrude Bellerive, Rose Ouellette occupe ses fonctions pendant dix-sept ans. Sous sa direction, le Théâtre National accueille les plus grands noms de la variété québécoise de sa génération : Arthur et Juliette Petrie, Manda Parent, Hector Pellerin, Georges Leduc, Simone Roberval, Paul Desmarteaux, Juliette Huot, puis Pierre Thériault, Jacques Normand, Lucie Mitchell, Léo Rivest, Olivier Guimond (fils) et Alys Robi.

### Cabarets
Après la Seconde Guerre mondiale, la popularité du théâtre chute au profit du cabaret. Le milieu du spectacle connaît alors une transformation profonde, vidant peu à peu les salles de leur public habituel, de même que les troupes de leurs plus grands noms. Ainsi, plutôt que de se voir réduite à présenter des spectacles incomplets devant des salles clairsemées, en 1953, Rose Ouellette décide de quitter la direction du Théâtre National et de se joindre à ce milieu plus difficile mais plus lucratif que celui du théâtre.
Elle intègre ainsi la troupe de Jean Grimaldi, dans son nouveau théâtre le Radio-Cité (anciennement connu sous le nom de Gayety, où se produisait l'effeuilleuse Lili St-Cyr). Elle participe à de grandes productions aux côtés des vedettes de l'heure telles que Charles Trenet et Rina Ketty, ainsi qu'à quelques tournées la menant partout au Québec. Elle se produit ensuite au Café de l'Est en compagnie de sa complice de longue date Juliette Petrie.

### Télévision
Dans les années 1950, la télévision fait son arrivée au Québec. Ce nouveau médium offrant de meilleures conditions de travail aux comédiens transforme le monde du spectacle, en particulier celui des cabarets, entraînant la fermeture de plusieurs établissements. Toutefois, les artistes du vaudeville sont boudés par la télévision. Les dirigeants de la télévision d'État de l'époque jugent les vedettes du vaudeville « vulgaires et insipides ».
Il faut attendre l'ouverture de Télé-Métropole en 1961 avant de voir revivre le genre à l'écran. Rose Ouellette y fait ses débuts en 1962 dans l'émission humoristique Télé-Surprise. Elle fait des apparitions de manière plus fréquente dans les années 1970 et 1980, notamment dans Réal Giguère Illimitée, Chère Isabelle, Les Brillant et Les Moineau et les Pinson.

### Théâtre des Variétés
En 1967, le comédien Gilles Latulippe ouvre le Théâtre des Variétés à Montréal, un établissement réservé au genre burlesque. Rose Ouellette retrouve alors la scène aux côtés de ses faire-valoir Gaston Boileau et Louis Armel, et de ses compagnons de longue date comme Juliette Petrie et Olivier Guimond fils. Malgré le peu d'écho dans les médias de masse, le Théâtre des Variétés attire des spectateurs de partout au Québec et conserve le genre burlesque bien vivant jusque dans les années 1980.

### Dernières années
À partir des années 1970, Rose Ouellette diversifie son champ d'action. Ne se limitant plus au burlesque, sans toutefois délaisser le genre, elle joue au cinéma dans L'Apparition de Roger Cardinal en 1972. En 1974, elle apparaît dans Les Aventures d'une jeune veuve de Roger Fournier aux côtés de Dominique Michel. La même année, au théâtre, le metteur en scène Serge Sirois l'embauche pour jouer un rôle dans Un jour, ce sera ton tour présentée au Théâtre du Nouveau-Monde. En 1975, elle apparaît sur scène aux côtés de sa complice de longue date Juliette Petrie dans le cadre du spectacle de la Saint-Jean-Baptiste. En 1981, elle joue avec Réjean Lefrançois dans la pièce Boeing Boeing au théâtre d'été de l'île Charron.
Elle continue également à écrire des chansons. En 1980, elle enregistre une chanson sur disque intitulé « Je n'aurais plus jamais vingt ans » sur 45 tours chez Trans-Canada Disques. La face B contient la version instrumentale jouée par Jacques Laflèche. En 1989, elle enregistre un album de Noël intitulé Swingnez vot' compagnie, produit par Lee Abbott et Nicole Martin sur l'étiquette Disques Diva.
La reconnaissance vient tardivement pour Rose Ouellette. En 1990, la même année où elle joue dans une parodie de Daniel Boone avec Rock et Belles Oreilles, elle est décorée de l'Ordre national du Québec,.
Se faisant plus discrète dans les dernières années de sa vie, elle fait quelques apparitions à la télévision dans des publicités. Elle fait notamment la promotion de la bière « La rousse » de Molson (dont le slogan – « La rousse, est douce! » – faisant référence à la couleur de la bière autant qu'à celle des cheveux de La Poune) et pour les camions General Motors,. Elle effectue une dernière tournée et prend finalement sa retraite en 1993,,.

### Mort
Rose Ouellette meurt à Montréal le 14 septembre 1996. Elle est enterrée au Cimetière Notre-Dame-des-Neiges.

## Vie personnelle
Rose Ouellette épouse Marcel Dequoy en 1926. Le couple a une fille, Denise Dequoy (1928-1999), qui a fait carrière comme chanteuse et interprète. Celle-ci avait épousé Rocco Strano, avec qui elle avait quatre enfants.
Rose Ouellette se sépare de son mari en 1929. Elle fréquente ensuite sa secrétaire Gertrude Bellerive, qui sera sa conjointe jusqu'à sa mort en 1971,.

## Filmographie
- 1953 : Cœur de maman : Mme Laframboise
- 1972 : L'Apparition
- 1974 : Les Aventures d'une jeune veuve
- 1976 - 1977 : Chère Isabelle (série télévisée) : La tante d'Isabelle
- 1982 : Scandale : Madame Jeanne Renoir
- 1982 : Bye Bye  (Radio-Canada)
- 1982 - 1985 : Les Moineau et les Pinson (série télévisée) : Marie-Rose Moineau
- 2001 : Rock et Belles Oreilles: The DVD 1988 (vidéo)

## Distinctions
- 1983 - Récipiendaire du prix Hommage du Gala de l'ADISQ
- 1990 - Chevalier de l'Ordre national du Québec

## Hommage
- Une rue est nommée en son honneur à Montréal dans l'arrondissement Rosemont–La Petite-Patrie[42].